# Vasai
Vasai là một thành phố và là nơi đặt hội đồng đô thị (municipal council) của quận Thane thuộc bang Maharashtra, Ấn Độ.

## Địa lý
Vasai có vị trí 19°21′B 72°48′Đ / 19,35°B 72,8°Đ Nó có độ cao trung bình là 4 mét (13 feet).

## Nhân khẩu
Theo điều tra dân số năm 2001 của Ấn Độ, Vasai có dân số 49.346 người. Phái nam chiếm 51% tổng số dân và phái nữ chiếm 49%. Vasai có tỷ lệ 77% biết đọc biết viết, cao hơn tỷ lệ trung bình toàn quốc là 59,5%: tỷ lệ cho phái nam là 81%, và tỷ lệ cho phái nữ là 73%. Tại Vasai, 11% dân số nhỏ hơn 6 tuổi.